# Елейна (легенда)
Елейна (Елейн, Ілейн) — ім'я, що носять кілька жіночих персонажів з легенди про короля Артура.

## Елейна з Астолату
Елейна з Астолату, також відома в деяких текстах, як Фея Елейн чи діва з Астолату і як леді (чарівниця) Шалот у лорда Альфреда Теннісона з однойменного вірша, це дівчина, яка закохується нерозділеним коханням до сера Ланселота.

## Елейна з Беноїка
Елейна з Беноїка (або Бенвіка) є дружиною Короля Бана і мати Ланселота. Вона є сестрою Івейн, дружина короля Борса Ґауннського і мати сера Ліонеля і сера Борса. Її чоловік помирає від горя, коли його супротивник Клаудас захоплює його місто, Елейна йде відвідувати його, вона віддає Ланселота Володарці Озера, яка ростить його. Елейна бачить свого сина один раз за роки перед смертю.

## Елейна з Коберніка
Елейна з Коберніка (також відома як Amite, Heliaebel, Helaine, Perevida or Helizabel; identified as "The Grail Maiden" або "Grail Bearer") дочка короля Пеллеса і мати сера Ґалахада і сера Ланселота. Вона вперше з'являється в прозі про Ланселота (Вульгата цикл), але повністю виступає як символ в Le Morte сера Томаса Мелорі. Її перше значне діяння - показ Святого Граалю серу Ланселоту.

## Елейна з Ґарлота
Елейна з Ґарлота є дочкою Ґорлуа, герцога Корнуолльського та Іґрейн. Вона сестра Феї Морґани та Морґаузи та зведена сестра короля Артура. Вона виходить заміж за короля Нентра з Ґарлота, і має сина на ім'я Ґалешин, який стає лицарем Круглого столу та дочку на ім'я Елейна Молодша. Передбачається, вона залишилася на своїй землі і не допомагає своїм братам і сестрам.

## Елейна з Listenoise
Елейна з Listenoise є дочкою короля Пеллінора. Вона вбиває себе після смерті свого коханця сера Мілза Лундеського. Деякі сучасні автори, такі як Меріон Зіммер Бредлі в романі «Тумани Авалона», об'єднують її з Елейн з Корбеніки через їхнє загальне ім'я і схожість імен їхніх батьків.

## Елейна Пірлеська
Елейна Пірлеська є племінницею лорда Фенса і дружина Персідеса Червоного із замку Ґазевільт.

## Елейна Молодша
Елейна Молодша є дочка Елейн з Ґарлота і короля Нентра. Вона є племінницею короля Артура. У деяких версіях легенди, вона закохується в сера Персиваля. Інші версії показують її як дитину короля Лота.